# Drama heroico

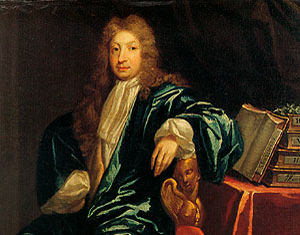
John Dryden, quien formuló y escribió el drama heroico en los años 1670.

El drama heroico es un tipo de obra popular durante los años 1670 en Inglaterra, distinguiéndose tanto por su estructura en verso como por su tema. El término fue acuñado por John Dryden para su obra La conquista de Granada (1670). En cierto modo es paralelo a la llamada comedia heroica española del siglo XVII y XVIII. Para el Prefacio de la versión impresa de la obra, Dryden argumentó que el drama era una especie del género de la poesía épica para la escena, que, así como la épica era para otra poesía, era el drama heroico para otras obras teatrales. En consecuencia, Dryden derivó una serie de reglas para esta clase de obra.
Primero, la obra debe estar escrita en verso heroico (pareados cerrados en pentámetro yámbico). En segundo lugar, la obra debe centrarse en un tema que se refiera a los fundamentos nacionales, eventos mitológicos, o cuestiones importantes y grandes. Tercero, el héroe de este drama heroico debe ser poderoso, decisivo, y, como Aquiles, dominante incluso cuando yerra. La conquista de Granada seguía todas estas reglas. La historia es la de la fundación nacional de España (y se sabía que al rey Carlos II le encantaban las obras españolas), y el héroe, Almanzor, era un hombre de gran poder y temperamento marcial.
George Villiers, segundo Duque de Buckingham y otros, satirizaron el drama heroico en El ensayo (The Rehearsal). La sátira tuvo suficiente éxito como para que el drama heroico desapareciera, en gran medida, con posterioridad. Buckingham atacó la estupidez de los héroes vociferantes, militares, así como la aparente presunción de intentar un entretenimiento dramático sobre los serios temas de la historia militar y nacional.

## El lugar del drama heroico en la crítica literaria
Aunque hoy en día el drama se divide en numerosos subgéneros, Dryden trabajó a partir de crítica clásica. Había poca teoría de crítica dramática a la que él podía recurrir, y las nuevas normas que trajo de Francia (en particular las de Corneille y Boileau), en la práctica, no encajaban con la historia del Teatro inglés. El énfasis en las unidades y en mantener sólo las formas dramáticas prescritas por los clásicos también provenían de Thomas Rymer, quien condenó la heterogeneidad de la escena. Aristóteles sólo había hablado de la sátira, la épica, y la tragedia; y Horacio también escribió sólo de comedia, tragedia y sátira, de manera que Dryden estaba buscando cuadrar la verdadera práctica teatral en el antiguo marco de la literatura clásica. Intentaba su propio neo-clasicismo. El First Folio de Shakespeare había dividido las obras de Shakespeare en "historia", "tragedia" y "comedia", pero estos términos se habían estirado mucho. Dryden, por lo tanto, reconoce que el drama se ha trasladado a otros tipos de poesía, pero se esfuerza en restringir esa libertad mediante la reforma de la escena hacia temas verdaderos y épicos. La crítica de Buckingham hacia Dryden en El ensayo se debe en parte al rimbombante verso de Dryden pero, más atinadamente, al interés personal de Dryden en crear un drama "puro". El personaje de Bayes es absurdo más por su soberbia al dañar las obras actuales en favor de las imaginarias que por ser un poetastro.
Los intentos de Dryden fracasarían. Primero, sus propios dramas heroicos cesaron después de El ensayo. Segundo, el propio gusto del público cambió, dejando sin apoyo a sus rimbonbantes héroes. Sin embargo, los intentos descriptivos de Dryden en la teoría dramática resultarían importantes, aun cuando sus esfuerzos proscriptivos por crear un drama a partir de las reglas dejasen poco rastro. Debido a toda la sátira que se dirigió contra él, los intentos de Dryden de sintetizar la crítica antigua con la práctica contemporánea fue un factor importante al liberar a la escena inglesa de una imitación demasiado servil de los modelos continentales o clásicos.
- Datos: Q10906313